# Colletes clypearis
Colletes clypearis är en biart som beskrevs av Ferdinand Morawitz 1876.
Colletes clypearis ingår i släktet sidenbin och familjen korttungebin. Inga underarter finns listade i Catalogue of Life.